# Pulp (banda)
Pulp es una banda de rock británica formada en Sheffield en 1978. En su máximo apogeo crítico y comercial, la agrupación estaba compuesta por Jarvis Cocker (voz, guitarra, teclados), Russell Senior (guitarra, violín), Candida Doyle (teclados), Nick Banks (batería, percusión), Steve Mackey (bajo) y Mark Webber (guitarra, teclados). La destreza de Cocker para escribir letras dramáticas que retratan la vida de la clase obrera, junto con sus constantes referencias a la cultura británica, llevaron a Pulp a convertirse en uno de los estandartes del movimiento britpop, siendo considerado uno de los cuatro "Big Four" junto a Oasis, Blur y Suede.
Liderado desde su creación por su carismático frontman Jarvis Cocker, el grupo tuvo dificultades para triunfar en sus comienzos, logrando editar su primer disco en 1983. No fue hasta mediados de la década de 1990 cuando el grupo se erigió como uno de los pilares del britpop, tras la publicación de sus dos álbumes de estudio His 'n' Hers (1994) y Different Class (1995). Different Class ganó el Premio Mercury, alcanzó el número uno en la lista de álbumes del Reino Unido y cuatro de sus sencillos alcanzaron la primera posición, entre ellos las canciones «Disco 2000» y «Common People», esta última siendo la canción insignia de la banda.
El sexto álbum de la banda, This Is Hardcore (1998), también debutó en el número uno en el Reino Unido y fue nominado para los Premios Mercury. We Love Life (2001) fue el último disco publicado por la banda antes de tomarse un descanso de casi una década, tras haber vendido más de 10 millones de álbumes. El grupo se volvió a reunir en 2011 para hacer un tour y más recientemente en 2023.
Pulp apostó también por una estética de grupo uniforme muy bien cuidada ya que se han visto influenciados por grupos como Roxy Music o cantantes como David Bowie.

## Historia

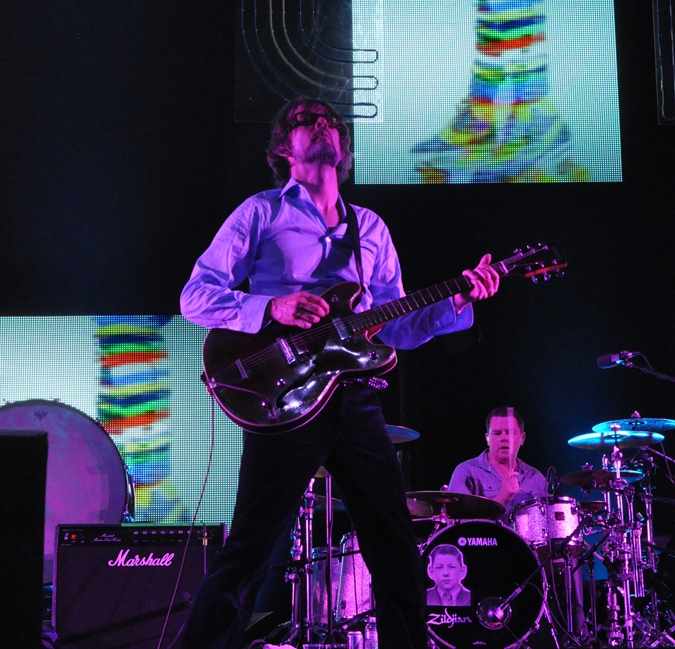
Jarvis Cocker, líder y frontman de Pulp, en el festival Coachella 2012

Pulp fue formado por Jarvis Cocker con amigos del colegio a finales de los años 70, cuando tan solo tenía 14 años. En un principio el grupo se llamó Arabicus Pulp. Comenzaron con discos un tanto experimentales que no tuvieron mucha repercusión pero desde jóvenes iban cogiendo tablas en numerosos conciertos que daban por Inglaterra.
A partir de 1992, Pulp cambió de discográfica, firmando con el sello Island Records. Dejando atrás cuatro discos que reflejaban su progreso, publicaron en 1994 His 'n' Hers, un disco que obtuvo mejor acogida internacional y que reflejó como un grupo musical conformado por varios amigos de Yorkshire aprendió lo suficiente para componer un disco elogiado por la crítica especializada.

"Nunca tuve la intención de ser letrista, aunque había querido ser una estrella del pop desde más o menos los ocho años."
Jarvis Cocker (Diario El País, 2016) 

La cumbre de la popularidad de Pulp llegó en 1995 con Different Class, considerado por la crítica como el mejor disco de la banda. Los sencillos más conocidos de este álbum son «Common People», «Disco 2000» y «Something Changed». En una votación realizada en 2014 por BBC Radio, en la que participaron más de 30.000 personas, se calificó a «Common People» como la canción más representativa del Britpop.

"El primer disco que hice con Pulp Different Class es de una clase diferente. Es sin duda uno de los mejores discos que he hecho. Estoy muy contento con él. Las canciones son fantásticas. Jarvis es un gran escritor. Y ellos han estado durante mucho tiempo esperando que les sucediera este éxito. En Inglaterra se vendieron más de un millón de discos, lo que es realmente mucho. Luego se fueron a la carretera durante un año, y se encontraron con las dificultades."
Chris Thomas, productor de Pulp (La Zancadilla, 2016) 

El grupo de Jarvis Cocker ganó varios Brit Awards a lo largo de esta etapa. Especialmente memorable fue la ceremonia de la edición de 1996, cuando Cocker accedió al escenario y apareció enseñándole el trasero a Michael Jackson en mitad de su actuación.

"Los noventa fueron bastante extraños. 1996 fue el peor año de mi vida. De verdad, no lo digo de forma metafórica. A nivel personal fue mi peor año. De niño pensaba que la fama era como esa escena de Fiebre del sábado noche en la que Travolta entra en el club y todos le admiran. En realidad es bastante desolador. Intento no pensar en ello. Pero en mi caso fama significaba que un borracho en un bar te dijera: ‘Eh, tío, ¿qué tal Michael Jackson?'."
Jarvis Cocker (Diario El País, 2016) 

En 1998 publicaron This Is Hardcore, considerado por los fans como el disco más "oscuro" de Pulp. Sus ventas no igualaron al Different Class, pero fue bien valorado por la crítica. Canciones que destacan de este disco son: «Help the Aged» y «This Is Hardcore».

"A Jarvis se le hizo difícil escribir el último álbum This Is Hardcore, algo que se prolongó durante cerca de 18 meses."
Chris Thomas, productor de Pulp (La Zancadilla, 2016) 

El último disco de Pulp, We Love Life, fue editado en 2001. A causa de las bajas ventas de este disco su discográfica les rescindió el contrato tras la publicación en el 2002 de un grandes éxitos en formato CD y DVD. Desde entonces Jarvis Cocker, además de su carrera en solitario, experimentó con el grupo de música electrónica Relaxed Muscle y participó, a petición de los actores, en la película de Harry Potter And The Goblet Of Fire componiendo e interpretando tres canciones de la banda sonora y apareciendo en una breve secuencia.

"Es fácil ver que se trata de un álbum de madurez y sugiere una autoconciencia estudiada y el descubrimiento de la seguridad. Esta es una maduración en un sentido diferente: Cocker ha vivido tiempos oscuros, como se hizo evidente en This Is Hardcore, y todavía ve en dificultades en el presente y con el pasado (la inquietante pieza central de Wickerman), pero aquí abraza la vida, incluso encontrando su lugar en el gran esquema de las cosas."
Thomas Erlewine (AllMusic) 

En octubre de 2009, Jarvis Cocker concedió una entrevista a NME de la que se dedujo que Pulp podría reunirse para formar parte del line-up en el Festival de Glastonbury de 2010. No obstante, Jarvis Cocker negó categóricamente que existieran planes, argumentando una interpretación incorrecta de sus declaraciones.
En 2012 Pulp al completo volvió a reunirse para dar una gira de conciertos y actuaciones en festivales como el Primavera Sound de Barcelona, Coachella o Glastonbury. Tras una veintena de actuaciones con excelente acogida volvieron a desaparecer sin cerrar la puerta a futuros proyectos.

"No sé si es un cierre definitivo. Pulp siempre ha funcionado de la misma manera. Hacemos lo que sentimos. Todos los miembros de la banda somos amigos. Y también, y esto es importante, todos seguimos con vida. No es como otras bandas, que se odian, están juntos por el dinero y viajan en coches diferentes. Fuimos muy felices al volver. Era algo bueno, no algo triste. Y no sé si lo haremos otra vez. Habrá que verlo. Pasará si sentimos que es lo correcto."
Jarvis Cocker (Diario El País, 2016) 

## Discografía

### Álbumes de estudio
- 1983 - It
- 1987 - Freaks
- 1992 - Separations
- 1994 - His 'n' Hers (#9 UK)
- 1995 - Different Class (#1 UK)
- 1998 - This Is Hardcore (#1 UK, #114 US)
- 2001 - We Love Life (#6 UK)
- 2025 - More

### Recopilatorios
- 1993 - Intro
- 1994 - Masters of the Universe
- 1996 - Countdown 1992–1983 (#10 UK)
- 1998 - Pulp Goes to the Disco
- 1998 - Freshly Squeezed... the Early Years
- 1998 - Primal... The Best of the Fire Years 1983-1992
- 1999 - Pulped: 1983-1992
- 1999 - Pulp On Fire
- 2002 - Hits (#71 UK)
- 2006 - The Peel Sessions

### Videografía
- 1995 - Sorted for Films & Vids
- 1996 - F.E.E.L.I.N.G.C.A.L.L.E.D.L.I.V.E
- 1998 - The Park Is Mine
- 2002 - Hits
- 2005 - Ultimate Live

## Miembros de la banda
| Miembros anteriores - Jarvis Cocker – voz, guitarra, teclados (1978–2002, 2011–2013) - Candida Doyle – teclados, órgano, voz (1984–1986, 1987–2002, 2011–2013) - Nick Banks – batería, percusión (1986–2002, 2011–2013) - Steve Mackey – bajo (1988–2002, 2011–2013) - Mark Webber – guitarra, teclados (1995–2002, 2011–2013) - Peter Dalton – guitarra, teclados, voces (1978–1982) - Ian Dalton – percusión (1978–1979) - David 'Fungus' Lockwood – bajo (1979) - Mark Swift – batería, percusión (1979–1980) - Philip Thompson – bajo (1979–1980) - Jimmy Sellars – batería (1980–1981) - Jamie Pinchbeck – bajo (1980–1982) - Wayne Furniss – batería, guitarra (1981–1982) - David Hinkler – teclados, órgano, trombón, guitarra (1982–1983) - Simon Hinkler – bajo, guitarra, teclados, piano (1982–1983) - Peter Boam – bajo, guitarra, batería, teclados (1982–1983) - Tim Allcard – teclados, saxofón, poesía, batería (1983–1984) - Michael Paramore – batería, percusión (1983) - Magnus Doyle – batería, teclados (1983–1986) - Russell Senior – guitarra, violín, voz (1983–1997, 2011) - Peter Mansell – bajo (1983–1986) - Captain Sleep – teclados (1986–1987) - Steven Havenhand – bajo (1986–1988) - Antony Genn – bajo (1988) | Músicos adicionales - Saskia Cocker – coros (1982–1983, 2012) - Jill Taylor – coros (1982–1983, 2012) - Richard Hawley – guitarra (1998–2002, 2011–2012) - Garry Wilson – batería (1982–1983) - Leo Abrahams – guitarra (2011–2013) - Jean Cook – violín (2012) Otros - Glenn Marshall – Manager (1978–1980) |